# De Hoekstien (Britsum)
De Hoekstien is een voormalig kerkgebouw in Britsum in de Nederlandse provincie Friesland. In 2024 werd de laatste dienst gehouden.

## Geschiedenis
De Gereformeerden in Britsum hadden een kerkgebouw uit 1859 aan de Lieuwe Jellingastrjitte. In 1968 werd naar ontwerp van Architectenbureau Steen en Tuinhof een nieuwe kerk aan het Stedpaed gebouwd. Het orgel uit 1910 werd gemaakt door Pieter van Dam en werd in 1968 door Pels & Van Leeuwen gerestaureerd en overgeplaatst van de oude naar de nieuwe kerk.
Op 29 december 2024 werd de laatste dienst gehouden. De kerk is per 1 januari 2025 gesloten.

## Afbeeldingen

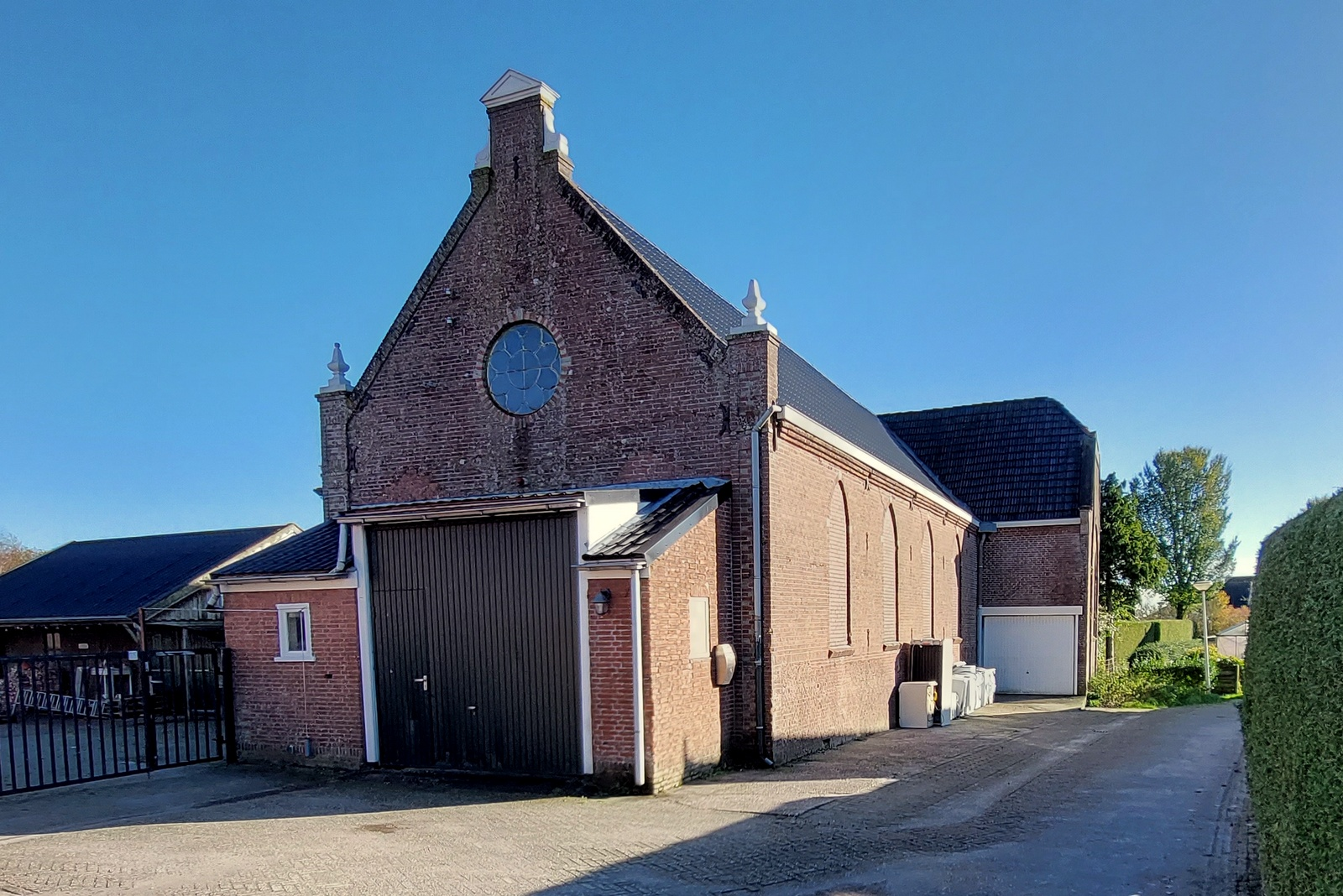
Oude gereformeerde kerk (1859) aan de Lieuwe Jellingastrjitte